# فامو (فلوريدا)
فامو (بالإنجليزية: Vamo, Florida)‏ هي منطقة سكنية تقع في الولايات المتحدة في مقاطعة ساراسوتا. يقدر عدد سكانها بـ 4,727 نسمة ومساحتها 4.9 كم2 وترتفع عن سطح البحر 4 متر.